# Asura humilis
Asura humilis är en fjärilsart som beskrevs av Walker 1854. Asura humilis ingår i släktet Asura och familjen björnspinnare. Inga underarter finns listade i Catalogue of Life.